# Kummer (Schmölln)
Kummer ist ein Ortsteil der Stadt Schmölln im Landkreis Altenburger Land in Thüringen. Der Ort beherbergt den bekannten Probsthof, der Veranstaltungsort von Tiervorführungen ist.

## Geografie
Der Ort liegt südöstlich von Schmölln im Altenburg-Zeitzer Lößhügelland und wird vom Köthelbach durchflossen.
Angrenzende Orte sind im Nordwesten die Stadt Schmölln, im Nordosten Nitzschka als weiterer Ortsteil, östlich Zschöpel und südlich Grünberg als Ortsteile von Ponitz. Die Bundesautobahn 4 befindet sich in vier Kilometern Entfernung.

## Geschichte
Am 2. Mai 1291 wurde das Dorf erstmals urkundlich genannt. Die Straßendorfform lässt sich gut als deutsche Gründung identifizieren und lässt den Schluss zu, dass der Ort nicht wesentlich älter als die Ersterwähnung ist.
Kummer gehörte zum wettinischen Amt Altenburg, welches ab dem 16. Jahrhundert aufgrund mehrerer Teilungen im Lauf seines Bestehens unter der Hoheit folgender Ernestinischer Herzogtümer stand: Herzogtum Sachsen (1554 bis 1572), Herzogtum Sachsen-Weimar (1572 bis 1603), Herzogtum Sachsen-Altenburg (1603 bis 1672), Herzogtum Sachsen-Gotha-Altenburg (1672 bis 1826). Bei der Neuordnung der Ernestinischen Herzogtümer im Jahr 1826 kam der Ort wiederum zum Herzogtum Sachsen-Altenburg.
Nach der Verwaltungsreform im Herzogtum gehörte Kummer bezüglich der Verwaltung zum Ostkreis (bis 1900) bzw. zum Landratsamt Ronneburg (ab 1900). Das Dorf gehörte ab 1918 zum Freistaat Sachsen-Altenburg, der 1920 im Land Thüringen aufging. 1922 kam es zum Landkreis Altenburg.
Am 1. Juli 1950 wurde das ländliche Dorf nach Schmölln eingemeindet. Bei der zweiten Kreisreform in der DDR wurden 1952 die bestehenden Länder aufgelöst und die Landkreise neu zugeschnitten. Somit kam Kummer als Ortsteil der Stadt Schmölln mit dem Kreis Schmölln an den Bezirk Leipzig; jener gehörte seit 1990 als Landkreis Schmölln zu Thüringen und ging bei der thüringischen Kreisreform 1994 im Landkreis Altenburger Land auf. Im Jahre 1910 lebten 198 Menschen im Ort, 1933 waren es 203, heute sind es 102 Personen.